# Lista cătunelor din provincia Alberta
Lista cătunelor din provincia Alberta, Canada.
| Nume                         | Teritorii speciale, districte urbane și rurale | Populație                   |                          |
| ---------------------------- | ---------------------------------------------- | --------------------------- | ------------------------ |
| Abee                         | Thorhild County                                | 27                          |                          |
| Acadia Valley                | Acadia No. 34, M.D. of                         | 137                         |                          |
| Aetna                        | Cardston County                                | &&&&&&&&&&&&&&-1.1000000    |                          |
| Alcomdale                    | Sturgeon County                                | 50                          |                          |
| Alder Flats                  | Wetaskiwin No. 10, County of                   | 152                         |                          |
| Aldersyde                    | Foothills No. 31, M.D. of                      | &&&&&&&&&&&&&&-1.1000000    |                          |
| Alhambra                     | Clearwater County                              | &&&&&&&&&&&&&&-1.1000000    |                          |
| Altario                      | Special Area No. 4                             | &&&&&&&&&&&&&&-1.1000000    |                          |
| Antler Lake                  | Strathcona County                              | 454                         |                          |
| Anzac                        | Wood Buffalo, R.M. of                          | 714                         |                          |
| Ardley                       | Red Deer County                                | &&&&&&&&&&&&&&-1.1000000    |                          |
| Ardmore                      | Bonnyville No. 87, M.D. of                     | 333                         |                          |
| Ardrossan                    | Strathcona County                              | 434                         |                          |
| Armena                       | Camrose County                                 | 47                          |                          |
| Ashmont                      | St. Paul No. 19, County of                     | 188                         |                          |
| Atmore                       | Athabasca County                               | 20                          |                          |
| Balzac                       | Rocky View County                              | &&&&&&&&&&&&&&-1.1000000    |                          |
| Beauvallon                   | Two Hills No. 21, County of                    | &&&&&&&&&&&&&&-1.1000000    |                          |
| Beaver Crossing              | Bonnyville No. 87, M.D. of                     | &&&&&&&&&&&&&&-1.1000000    |                          |
| Beaver Lake                  | Lac La Biche County                            | 496                         |                          |
| Beaver Mines                 | Pincher Creek No. 9, M.D. of                   | 80                          |                          |
| Beaverdam                    | Bonnyville No. 87, M.D. of                     | &&&&&&&&&&&&&&-1.1000000    |                          |
| Beazer                       | Cardston County                                | &&&&&&&&&&&&&&-1.1000000    |                          |
| Bellis                       | Smoky Lake County                              | &&&&&&&&&&&&&&-1.1000000    |                          |
| Benalto                      | Red Deer County                                | 175                         |                          |
| Benchlands                   | Bighorn No. 8, M.D. of                         | 42                          |                          |
| Bezanson                     | Grande Prairie No. 1, County of                | 121                         |                          |
| Bindloss                     | Special Area No. 2                             | &&&&&&&&&&&&&&-1.1000000    |                          |
| Bircham                      | Kneehill County                                | 5                           |                          |
| Blackfoot                    | Vermilion River, County of                     | 269                         |                          |
| Blackie                      | Foothills No. 31, M.D. of                      | 343                         |                          |
| Blue Ridge                   | Woodlands County                               | 239                         |                          |
| Bluesky                      | Fairview No. 136, M.D. of                      | 164                         |                          |
| Bluffton                     | Ponoka County                                  | 152                         |                          |
| Bodo                         | Provost No. 52, M.D. of                        | &&&&&&&&&&&&&&-1.1000000    |                          |
| Bottrel                      | Rocky View County                              | &&&&&&&&&&&&&&-1.1000000    |                          |
| Bow City                     | Newell, County of                              | &&&&&&&&&&&&&&-1.1000000    |                          |
| Bragg Creek                  | Rocky View County                              | 454                         |                          |
| Brant                        | Vulcan County                                  | &&&&&&&&&&&&&&-1.1000000    |                          |
| Breynat                      | Athabasca County                               | &&&&&&&&&&&&&&-1.1000000    |                          |
| Brosseau                     | Two Hills No. 21, County of                    | &&&&&&&&&&&&&&-1.1000000    |                          |
| Brownfield                   | Paintearth No. 18, County of                   | &&&&&&&&&&&&&&-1.1000000    |                          |
| Brownvale                    | Peace No. 135, M.D. of                         | 125                         |                          |
| Bruce                        | Beaver County                                  | 71                          |                          |
| Brûlé                        | Yellowhead County                              | 76                          |                          |
| Buck Creek                   | Brazeau County                                 | &&&&&&&&&&&&&&-1.1000000    |                          |
| Buck Lake                    | Wetaskiwin No. 10, County of                   | 75                          |                          |
| Buford                       | Leduc County                                   | 32                          |                          |
| Burdett                      | Forty Mile No. 8, County of                    | 325                         |                          |
| Busby                        | Westlock County                                | 98                          |                          |
| Byemoor                      | Stettler No. 6, County of                      | 35                          |                          |
| Cadogan                      | Provost No. 52, M.D. of                        | 112                         |                          |
| Cadomin                      | Yellowhead County                              | 36                          |                          |
| Cadotte Lake                 | Northern Sunrise County                        | 39                          |                          |
| Calahoo                      | Sturgeon County                                | 187                         |                          |
| Calling Lake                 | Opportunity No. 17, M.D. of                    | 369                         |                          |
| Campsie                      | Barrhead No. 11, County of                     | &&&&&&&&&&&&&&-1.1000000    |                          |
| Canyon Creek                 | Lesser Slave River No. 124, M.D. of            | 259                         |                          |
| Carbondale                   | Sturgeon County                                | 86                          |                          |
| Cardiff                      | Sturgeon County                                | 1.190                       |                          |
| Carseland                    | Wheatland County                               | 568                         |                          |
| Carvel                       | Parkland County                                | 19                          |                          |
| Carway                       | Cardston County                                | &&&&&&&&&&&&&&-1.1000000    |                          |
| Caslan                       | Athabasca County                               | &&&&&&&&&&&&&&-1.1000000    |                          |
| Cassils                      | Newell, County of                              | &&&&&&&&&&&&&&-1.1000000    |                          |
| Cayley                       | Foothills No. 31, M.D. of                      | 265                         |                          |
| Cessford                     | Special Area No. 2                             | &&&&&&&&&&&&&&-1.1000000    |                          |
| Chancellor                   | Wheatland County                               | 5                           |                          |
| Cheadle                      | Wheatland County                               | 84                          |                          |
| Cherhill                     | Lac Ste. Anne County                           | &&&&&&&&&&&&&&-1.1000000    |                          |
| Cherry Grove                 | Bonnyville No. 87, M.D. of                     | &&&&&&&&&&&&&&-1.1000000    |                          |
| Chin                         | Lethbridge County                              | 48                          |                          |
| Chinook                      | Special Area No. 3                             | &&&&&&&&&&&&&&-1.1000000    |                          |
| Chisholm                     | Lesser Slave River No. 124, M.D. of            | 15                          |                          |
| Clairmont                    | Grande Prairie No. 1, County of                | 2.174                       |                          |
| Clandonald                   | Vermilion River, County of                     | 109                         |                          |
| Cleardale                    | Clear Hills County                             | &&&&&&&&&&&&&&-1.1000000    |                          |
| Cluny                        | Wheatland County                               | 60                          |                          |
| Cochrane Lake                | Rocky View County                              | 792                         |                          |
| Colinton                     | Athabasca County                               | 274                         |                          |
| Collingwood Cove             | Strathcona County                              | 331                         |                          |
| Compeer                      | Special Area No. 4                             | &&&&&&&&&&&&&&-1.1000000    |                          |
| Condor                       | Clearwater County                              | &&&&&&&&&&&&&&-1.1000000    |                          |
| Conklin                      | Wood Buffalo, R.M. of                          | 318                         |                          |
| Conrich                      | Rocky View County                              | 26                          |                          |
| Craigmyle                    | Starland County                                | &&&&&&&&&&&&&&-1.1000000    |                          |
| Cynthia                      | Brazeau County                                 | &&&&&&&&&&&&&&-1.1000000    |                          |
| Dalemead                     | Rocky View County                              | 27                          |                          |
| Dalroy                       | Rocky View County                              | 50                          |                          |
| Dapp                         | Westlock County                                | 34                          |                          |
| De Winton                    | Foothills No. 31, M.D. of                      | &&&&&&&&&&&&&&-1.1000000    |                          |
| Dead Man's Flats             | Bighorn No. 8, M.D. of                         | 121                         |                          |
| Deadwood                     | Northern Lights, County of                     | &&&&&&&&&&&&&&-1.1000000    |                          |
| DeBolt                       | Greenview No. 16, M.D. of                      | 133                         |                          |
| Del Bonita                   | Cardston County                                | &&&&&&&&&&&&&&-1.1000000    |                          |
| Delacour                     | Rocky View County                              | &&&&&&&&&&&&&&-1.1000000    |                          |
| Demmitt                      | Grande Prairie No. 1, County of                | &&&&&&&&&&&&&&-1.1000000    |                          |
| Derwent                      | Two Hills No. 21, County of                    | 100                         |                          |
| Desert Blume                 | Cypress County                                 | 306                         |                          |
| Diamond City                 | Lethbridge County                              | 162                         |                          |
| Dickson                      | Red Deer County                                | 60                          |                          |
| Dimsdale                     | Grande Prairie No. 1, County of                | &&&&&&&&&&&&&&-1.1000000    |                          |
| Dixonville                   | Northern Lights, County of                     | 104                         |                          |
| Donatville                   | Athabasca County                               | 5                           |                          |
| Dorothy                      | Special Area No. 2                             | &&&&&&&&&&&&&&-1.1000000    |                          |
| Duffield                     | Parkland County                                | 69                          |                          |
| Duhamel                      | Camrose County                                 | 30                          |                          |
| Dunmore                      | Cypress County                                 | 1.025                       |                          |
| Duvernay                     | Two Hills No. 21, County of                    | &&&&&&&&&&&&&&-1.1000000    |                          |
| Eaglesham                    | Birch Hills County                             | 119                         |                          |
| Edwand                       | Smoky Lake County                              | &&&&&&&&&&&&&&-1.1000000    |                          |
| Egremont                     | Thorhild County                                | 47                          |                          |
| Ellscott                     | Athabasca County                               | 0                           |                          |
| Elmworth                     | Grande Prairie No. 1, County of                | &&&&&&&&&&&&&&-1.1000000    |                          |
| Enchant                      | Taber, M.D. of                                 | 289                         |                          |
| Endiang                      | Stettler No. 6, County of                      | 35                          |                          |
| Enilda                       | Big Lakes, M.D. of                             | 165                         |                          |
| Ensign                       | Vulcan County                                  | &&&&&&&&&&&&&&-1.1000000    |                          |
| Entwistle                    | Parkland County                                | 534                         |                          |
| Erskine                      | Stettler No. 6, County of                      | 290                         |                          |
| Etzikom                      | Forty Mile No. 8, County of                    | &&&&&&&&&&&&&&-1.1000000    |                          |
| Evansburg                    | Yellowhead County                              | 880                         |                          |
| Exshaw                       | Bighorn No. 8, M.D. of                         | 362                         |                          |
| Fabyan                       | Wainwright No. 61, M.D. of                     | &&&&&&&&&&&&&&-1.1000000    |                          |
| Fairview                     | Lethbridge County                              | &&&&&&&&&&&&&&-1.1000000    |                          |
| Fallis                       | Parkland County                                | 54                          |                          |
| Falun                        | Wetaskiwin No. 10, County of                   | &&&&&&&&&&&&&&-1.1000000    |                          |
| Faust                        | Big Lakes, M.D. of                             | 275                         |                          |
| Fawcett                      | Westlock County                                | 73                          |                          |
| Flatbush                     | Lesser Slave River No. 124, M.D. of            | 30                          |                          |
| Fleet                        | Paintearth No. 18, County of                   | &&&&&&&&&&&&&&-1.1000000    |                          |
| Fort Assiniboine             | Woodlands County                               | &&&&&&&&&&&&&&-1.1000000    |                          |
| Fort Chipewyan               | Wood Buffalo, R.M. of                          | 1.008                       |                          |
| Fort Kent                    | Bonnyville No. 87, M.D. of                     | 220                         |                          |
| Fort MacKay                  | Wood Buffalo, R.M. of                          | 59                          |                          |
| Fort McMurray                | Wood Buffalo, R.M. of                          | 72.944                      |                          |
| Fort Vermilion               | Mackenzie County                               | 727                         |                          |
| Gainford                     | Parkland County                                | 132                         |                          |
| Gem                          | Newell, County of                              | &&&&&&&&&&&&&&-1.1000000    |                          |
| Gleichen                     | Wheatland County                               | 336                         |                          |
| Glenevis                     | Lac Ste. Anne County                           | &&&&&&&&&&&&&&-1.1000000    |                          |
| Goodfare                     | Grande Prairie No. 1, County of                | &&&&&&&&&&&&&&-1.1000000    |                          |
| Goose Lake                   | Woodlands County                               | &&&&&&&&&&&&&&-1.1000000    |                          |
| Grassland                    | Athabasca County                               | 94                          |                          |
| Grassy Lake                  | Taber, M.D. of                                 | 778                         |                          |
| Green Court                  | Lac Ste. Anne County                           | &&&&&&&&&&&&&&-1.1000000    |                          |
| Greenshields                 | Wainwright No. 61, M.D. of                     | &&&&&&&&&&&&&&-1.1000000    |                          |
| Gregoire Lake Estates        | Wood Buffalo, R.M. of                          | 275                         |                          |
| Grouard                      | Big Lakes, M.D. of                             | 303                         |                          |
| Grovedale                    | Greenview No. 16, M.D. of                      | &&&&&&&&&&&&&&-1.1000000    |                          |
| Gunn                         | Lac Ste. Anne County                           | 0                           |                          |
| Guy                          | Smoky River No. 130, M.D. of                   | &&&&&&&&&&&&&&-1.1000000    |                          |
| Gwynne                       | Wetaskiwin No. 10, County of                   | 88                          |                          |
| Hairy Hill                   | Two Hills No. 21, County of                    | 30                          |                          |
| Half Moon Lake               | Strathcona County                              | 250                         |                          |
| Harvie Heights               | Bighorn No. 8, M.D. of                         | 175                         |                          |
| Hastings Lake                | Strathcona County                              | 77                          |                          |
| Haynes                       | Lacombe County                                 | 15                          |                          |
| Hays                         | Taber, M.D. of                                 | 163                         |                          |
| Hayter                       | Provost No. 52, M.D. of                        | 103                         |                          |
| Heinsburg                    | St. Paul No. 19, County of                     | &&&&&&&&&&&&&&-1.1000000    |                          |
| Heritage Pointe              | Foothills No. 31, M.D. of                      | &&&&&&&&&&&&&&-1.1000000    |                          |
| Herronton                    | Vulcan County                                  | &&&&&&&&&&&&&&-1.1000000    |                          |
| Hesketh                      | Kneehill County                                | 15                          |                          |
| Hilda                        | Cypress County                                 | 37                          |                          |
| Hilliard                     | Lamont County                                  | &&&&&&&&&&&&&&-1.1000000    |                          |
| Hoadley                      | Ponoka County                                  | &&&&&&&&&&&&&&-1.1000000    |                          |
| Huallen                      | Grande Prairie No. 1, County of                | &&&&&&&&&&&&&&-1.1000000    |                          |
| Huxley                       | Kneehill County                                | 85                          |                          |
| Hylo                         | Lac La Biche County                            | &&&&&&&&&&&&&&-1.1000000    |                          |
| Iddesleigh                   | Special Area No. 2                             | &&&&&&&&&&&&&&-1.1000000    |                          |
| Indus                        | Rocky View County                              | 36                          |                          |
| Iron Springs                 | Lethbridge County                              | 93                          |                          |
| Irvine                       | Cypress County                                 | 291                         |                          |
| Islay                        | Vermilion River, County of                     | 208                         |                          |
| Janet                        | Rocky View County                              | &&&&&&&&&&&&&&-1.1000000    |                          |
| Janvier South                | Wood Buffalo, R.M. of                          | 171                         |                          |
| Jarvie                       | Westlock County                                | 113                         |                          |
| Jean Cote                    | Smoky River No. 130, M.D. of                   | &&&&&&&&&&&&&&-1.1000000    |                          |
| Jenner                       | Special Area No. 2                             | &&&&&&&&&&&&&&-1.1000000    |                          |
| Joffre                       | Lacombe County                                 | 172                         |                          |
| Johnson's Addition           | Taber, M.D. of                                 | 115                         |                          |
| Josephburg                   | Strathcona County                              | 142                         |                          |
| Joussard                     | Big Lakes, M.D. of                             | 181                         |                          |
| Kathyrn                      | Rocky View County                              | 20                          |                          |
| Kavanagh                     | Leduc County                                   | 38                          |                          |
| Keephills                    | Parkland County                                | 51                          |                          |
| Kelsey                       | Camrose County                                 | 15                          |                          |
| Keoma                        | Rocky View County                              | 85                          |                          |
| Kimball                      | Cardston County                                | &&&&&&&&&&&&&&-1.1000000    |                          |
| Kingman                      | Camrose County                                 | 90                          |                          |
| Kinsella                     | Beaver County                                  | 40                          |                          |
| Kinuso                       | Big Lakes, M.D. of                             | 219                         |                          |
| Kirkcaldy                    | Vulcan County                                  | &&&&&&&&&&&&&&-1.1000000    |                          |
| Kirriemuir                   | Special Area No. 4                             | &&&&&&&&&&&&&&-1.1000000    |                          |
| La Corey                     | Bonnyville No. 87, M.D. of                     | &&&&&&&&&&&&&&-1.1000000    |                          |
| La Crete                     | Mackenzie County                               | 2.408                       |                          |
| La Glace                     | Grande Prairie No. 1, County of                | 181                         |                          |
| Lac des Arcs                 | Bighorn No. 8, M.D. of                         | 144                         |                          |
| Lac La Biche                 | Lac La Biche County                            | 2.895                       |                          |
| Lafond                       | St. Paul No. 19, County of                     | &&&&&&&&&&&&&&-1.1000000    |                          |
| Lake Louise                  | I.D. No. 9 (Banff)                             | &&&&&&&&&&&&&&-1.1000000    |                          |
| Lake Newell Resort           | Newell, County of                              | &&&&&&&&&&&&&&-1.1000000    |                          |
| Lamoureux                    | Sturgeon County                                | &&&&&&&&&&&&&&-1.1000000    |                          |
| Landry Heights               | Greenview No. 16, M.D. of                      | &&&&&&&&&&&&&&-1.1000000    |                          |
| Langdon                      | Rocky View County                              | 4.897                       |                          |
| Lavoy                        | Minburn No. 27, County of                      | 108                         |                          |
| Leavitt                      | Cardston County                                | &&&&&&&&&&&&&&-1.1000000    |                          |
| Leedale                      | Ponoka County                                  | &&&&&&&&&&&&&&-1.1000000    |                          |
| Leslieville                  | Clearwater County                              | 239                         |                          |
| Lindbergh                    | St. Paul No. 19, County of                     | &&&&&&&&&&&&&&-1.1000000    |                          |
| Linn Valley                  | Red Deer County                                | 212                         |                          |
| Little Buffalo               | Northern Sunrise County                        | 225                         |                          |
| Little Smoky                 | Greenview No. 16, M.D. of                      | &&&&&&&&&&&&&&-1.1000000    |                          |
| Lodgepole                    | Brazeau County                                 | 125                         |                          |
| Long Lake                    | Thorhild County                                | 74                          |                          |
| Looma                        | Leduc County                                   | 37                          |                          |
| Lottie Lake                  | St. Paul No. 19, County of                     | &&&&&&&&&&&&&&-1.1000000    |                          |
| Lousana                      | Red Deer County                                | 46                          |                          |
| Lowland Heights              | Pincher Creek No. 9, M.D. of                   | 32                          |                          |
| Lundbreck                    | Pincher Creek No. 9, M.D. of                   | 244                         |                          |
| Lyalta                       | Wheatland County                               | 26                          |                          |
| MacKay                       | Yellowhead County                              | 5                           |                          |
| Madden                       | Rocky View County                              | 21                          |                          |
| Mallaig                      | St. Paul No. 19, County of                     | 173                         |                          |
| Manola                       | Barrhead No. 11, County of                     | &&&&&&&&&&&&&&-1.1000000    |                          |
| Manyberries                  | Forty Mile No. 8, County of                    | &&&&&&&&&&&&&&-1.1000000    |                          |
| Marie Reine                  | Northern Sunrise County                        | 67                          |                          |
| Markerville                  | Red Deer County                                | 42                          |                          |
| Marlboro                     | Yellowhead County                              | 80                          |                          |
| Marten Beach                 | Lesser Slave River No. 124, M.D. of            | &&&&&&&&&&&&&&-1.1000000    |                          |
| Maskwacis (formerly Hobbema) | Ponoka County                                  | 0                           |                          |
| McLaughlin                   | Vermilion River, County of                     | &&&&&&&&&&&&&&-1.1000000    |                          |
| Meanook                      | Athabasca County                               | 25                          |                          |
| Mearns                       | Sturgeon County                                | &&&&&&&&&&&&&&-1.1000000    |                          |
| Meeting Creek                | Camrose County                                 | 20                          |                          |
| Metiskow                     | Provost No. 52, M.D. of                        | &&&&&&&&&&&&&&-1.1000000    |                          |
| Michichi                     | Starland County                                | &&&&&&&&&&&&&&-1.1000000    |                          |
| Millarville                  | Foothills No. 31, M.D. of                      | &&&&&&&&&&&&&&-1.1000000    |                          |
| Mirror                       | Lacombe County                                 | 468                         |                          |
| Monarch                      | Lethbridge County                              | 220                         |                          |
| Monitor                      | Special Area No. 4                             | &&&&&&&&&&&&&&-1.1000000    |                          |
| Moon River Estates           | Willow Creek No. 26, M.D. of                   | 127                         |                          |
| Morecambe                    | Two Hills No. 21, County of                    | &&&&&&&&&&&&&&-1.1000000    |                          |
| Morningside                  | Lacombe County                                 | 95                          |                          |
| Mossleigh                    | Vulcan County                                  | &&&&&&&&&&&&&&-1.1000000    |                          |
| Mountain View                | Cardston County                                | 80                          |                          |
| Mulhurst Bay                 | Musidora                                       | Two Hills No. 21, County of | &&&&&&&&&&&&&&-1.1000000 |
| Namaka                       | Wheatland County                               | 71                          |                          |
| Namao                        | Sturgeon County                                | 10                          |                          |
| Neerlandia                   | Barrhead No. 11, County of                     | &&&&&&&&&&&&&&-1.1000000    |                          |
| Nestow                       | Westlock County                                | 10                          |                          |
| Nevis                        | Stettler No. 6, County of                      | 25                          |                          |
| New Brigden                  | Special Area No. 3                             | &&&&&&&&&&&&&&-1.1000000    |                          |
| New Dayton                   | Warner No. 5, County of                        | &&&&&&&&&&&&&&-1.1000000    |                          |
| New Norway                   | Camrose County                                 | 283                         |                          |
| New Sarepta                  | Leduc County                                   | 491                         |                          |
| Newbrook                     | Thorhild County                                | 95                          |                          |
| Nightingale                  | Wheatland County                               | 15                          |                          |
| Nisku                        | Leduc County                                   | 30                          |                          |
| Niton Junction               | Yellowhead County                              | 26                          |                          |
| Nordegg                      | Clearwater County                              | &&&&&&&&&&&&&&-1.1000000    |                          |
| North Cooking Lake           | Strathcona County                              | 49                          |                          |
| North Star                   | Northern Lights, County of                     | &&&&&&&&&&&&&&-1.1000000    |                          |
| Notikewin                    | Northern Lights, County of                     | &&&&&&&&&&&&&&-1.1000000    |                          |
| Ohaton                       | Camrose County                                 | 120                         |                          |
| Opal                         | Thorhild County                                | 24                          |                          |
| Orion                        | Forty Mile No. 8, County of                    | &&&&&&&&&&&&&&-1.1000000    |                          |
| Orton                        | Willow Creek No. 26, M.D. of                   | 122                         |                          |
| Parkland                     | Willow Creek No. 26, M.D. of                   | &&&&&&&&&&&&&&-1.1000000    |                          |
| Patricia                     | Newell, County of                              | 108                         |                          |
| Peers                        | Yellowhead County                              | 108                         |                          |
| Pelican Point                | Camrose County                                 | 23                          |                          |
| Peoria                       | Birch Hills County                             | &&&&&&&&&&&&&&-1.1000000    |                          |
| Perryvale                    | Athabasca County                               | 10                          |                          |
| Pibroch                      | Westlock County                                | 83                          |                          |
| Pickardville                 | Westlock County                                | 220                         |                          |
| Pincher Station              | Pincher Creek No. 9, M.D. of                   | 25                          |                          |
| Pine Sands                   | Sturgeon County                                | &&&&&&&&&&&&&&-1.1000000    |                          |
| Pinedale                     | Yellowhead County                              | &&&&&&&&&&&&&&-1.1000000    |                          |
| Plamondon                    | Lac La Biche County                            | 345                         |                          |
| Poplar Ridge                 | Brazeau County                                 | &&&&&&&&&&&&&&-1.1000000    |                          |
| Priddis                      | Foothills No. 31, M.D. of                      | &&&&&&&&&&&&&&-1.1000000    |                          |
| Priddis Greens               | Foothills No. 31, M.D. of                      | &&&&&&&&&&&&&&-1.1000000    |                          |
| Purple Springs               | Taber, M.D. of                                 | 41                          |                          |
| Queenstown                   | Vulcan County                                  | &&&&&&&&&&&&&&-1.1000000    |                          |
| Radway                       | Thorhild County                                | 171                         |                          |
| Rainier                      | Newell, County of                              | &&&&&&&&&&&&&&-1.1000000    |                          |
| Ranfurly                     | Minburn No. 27, County of                      | 69                          |                          |
| Red Earth Creek              | Opportunity No. 17, M.D. of                    | 337                         |                          |
| Red Willow                   | Stettler No. 6, County of                      | 40                          |                          |
| Reno                         | Northern Sunrise County                        | 5                           |                          |
| Ribstone                     | Wainwright No. 61, M.D. of                     | &&&&&&&&&&&&&&-1.1000000    |                          |
| Rich Valley                  | Lac Ste. Anne County                           | &&&&&&&&&&&&&&-1.1000000    |                          |
| Richdale                     | Special Area No. 2                             | &&&&&&&&&&&&&&-1.1000000    |                          |
| Ridgevalley                  | Greenview No. 16, M.D. of                      | &&&&&&&&&&&&&&-1.1000000    |                          |
| Rivercourse                  | Vermilion River, County of                     | &&&&&&&&&&&&&&-1.1000000    |                          |
| Riverview                    | St. Paul No. 19, County of                     | &&&&&&&&&&&&&&-1.1000000    |                          |
| Rivière Qui Barre            | Sturgeon County                                | 100                         |                          |
| Robb                         | Yellowhead County                              | 171                         |                          |
| Rochester                    | Athabasca County                               | 101                         |                          |
| Rochfort Bridge              | Lac Ste. Anne County                           | &&&&&&&&&&&&&&-1.1000000    |                          |
| Rocky Rapids                 | Brazeau County                                 | &&&&&&&&&&&&&&-1.1000000    |                          |
| Rolling Hills                | Newell, County of                              | 205                         |                          |
| Rolly View                   | Leduc County                                   | 58                          |                          |
| Rosebud                      | Wheatland County                               | 88                          |                          |
| Round Hill                   | Camrose County                                 | 122                         |                          |
| Rowley                       | Starland County                                | &&&&&&&&&&&&&&-1.1000000    |                          |
| Rumsey                       | Starland County                                | &&&&&&&&&&&&&&-1.1000000    |                          |
| Sandy Lake                   | Opportunity No. 17, M.D. of                    | 68                          |                          |
| Sangudo                      | Lac Ste. Anne County                           | 364                         |                          |
| Saprae Creek                 | Wood Buffalo, R.M. of                          | 925                         |                          |
| Scandia                      | Newell, County of                              | 154                         |                          |
| Schuler                      | Cypress County                                 | 63                          |                          |
| Sedalia                      | Special Area No. 3                             | &&&&&&&&&&&&&&-1.1000000    |                          |
| Seven Persons                | Cypress County                                 | 270                         |                          |
| Shaughnessy                  | Lethbridge County                              | 384                         |                          |
| Sherwood Park                | Strathcona County                              | 64.733                      |                          |
| Shouldice                    | Vulcan County                                  | &&&&&&&&&&&&&&-1.1000000    |                          |
| Sibbald                      | Special Area No. 3                             | &&&&&&&&&&&&&&-1.1000000    |                          |
| Skiff                        | Forty Mile No. 8, County of                    | &&&&&&&&&&&&&&-1.1000000    |                          |
| Smith                        | Lesser Slave River No. 124, M.D. of            | 218                         |                          |
| South Cooking Lake           | Strathcona County                              | 288                         |                          |
| Spedden                      | Smoky Lake County                              | &&&&&&&&&&&&&&-1.1000000    |                          |
| Spring Coulee                | Cardston County                                | &&&&&&&&&&&&&&-1.1000000    |                          |
| Springbrook                  | Red Deer County                                | 1.079                       |                          |
| Spruce View                  | Red Deer County                                | 163                         |                          |
| St. Edouard                  | St. Paul No. 19, County of                     | &&&&&&&&&&&&&&-1.1000000    |                          |
| St. Isidore                  | Northern Sunrise County                        | 218                         |                          |
| St. Lina                     | St. Paul No. 19, County of                     | &&&&&&&&&&&&&&-1.1000000    |                          |
| St. Michael                  | Lamont County                                  | &&&&&&&&&&&&&&-1.1000000    |                          |
| St. Vincent                  | St. Paul No. 19, County of                     | &&&&&&&&&&&&&&-1.1000000    |                          |
| Star                         | Lamont County                                  | &&&&&&&&&&&&&&-1.1000000    |                          |
| Streamstown                  | Vermilion River, County of                     | &&&&&&&&&&&&&&-1.1000000    |                          |
| Suffield                     | Cypress County                                 | 264                         |                          |
| Sunnybrook                   | Leduc County                                   | 68                          |                          |
| Sunnynook                    | Special Area No. 2                             | &&&&&&&&&&&&&&-1.1000000    |                          |
| Sunnyslope                   | Kneehill County                                | 26                          |                          |
| Swalwell                     | Kneehill County                                | 101                         |                          |
| Tangent, Alberta\|Tangent]]  | Birch Hills County                             | &&&&&&&&&&&&&&-1.1000000    |                          |
| Tawatinaw                    | Westlock County                                | 10                          |                          |
| Teepee Creek                 | Grande Prairie No. 1, County of                | &&&&&&&&&&&&&&-1.1000000    |                          |
| Tees                         | Lacombe County                                 | 77                          |                          |
| Telfordville                 | Leduc County                                   | 29                          |                          |
| Therien                      | Bonnyville No. 87, M.D. of                     | &&&&&&&&&&&&&&-1.1000000    |                          |
| Thorhild                     | Thorhild County                                | 488                         |                          |
| Thunder Lake                 | Barrhead No. 11, County of                     | &&&&&&&&&&&&&&-1.1000000    |                          |
| Tilley                       | Newell, County of                              | 352                         |                          |
| Tillicum Beach               | Camrose County                                 | 99                          |                          |
| Tomahawk                     | Parkland County                                | 65                          |                          |
| Torrington                   | Kneehill County                                | 179                         |                          |
| Travers                      | Vulcan County                                  | &&&&&&&&&&&&&&-1.1000000    |                          |
| Tulliby Lake                 | Vermilion River, County of                     | &&&&&&&&&&&&&&-1.1000000    |                          |
| Turin                        | Lethbridge County                              | 106                         |                          |
| Twin Butte                   | Pincher Creek No. 9, M.D. of                   | 10                          |                          |
| Valhalla Centre              | Grande Prairie No. 1, County of                | 45                          |                          |
| Veinerville                  | Cypress County                                 | 80                          |                          |
| Venice                       | Lac La Biche County                            | &&&&&&&&&&&&&&-1.1000000    |                          |
| Village at Pigeon Lake       | Wetaskiwin No. 10, County of                   | &&&&&&&&&&&&&&-1.1000000    |                          |
| Villeneuve                   | Sturgeon County                                | 136                         |                          |
| Vimy                         | Westlock County                                | 205                         |                          |
| Violet Grove                 | Brazeau County                                 | &&&&&&&&&&&&&&-1.1000000    |                          |
| Wabasca                      | Opportunity No. 17, M.D. of                    | 1.569                       |                          |
| Wagner                       | Lesser Slave River No. 124, M.D. of            | &&&&&&&&&&&&&&-1.1000000    |                          |
| Walsh                        | Cypress County                                 | 58                          |                          |
| Wandering River              | Athabasca County                               | &&&&&&&&&&&&&&-1.1000000    |                          |
| Wanham                       | Birch Hills County                             | 170                         |                          |
| Wardlow                      | Special Area No. 2                             | &&&&&&&&&&&&&&-1.1000000    |                          |
| Warspite                     | Smoky Lake County                              | 75                          |                          |
| Waterton Park                | I.D. No. 4 (Waterton)                          | 88                          |                          |
| Watino                       | Birch Hills County                             | &&&&&&&&&&&&&&-1.1000000    |                          |
| Wedgewood                    | Grande Prairie No. 1, County of                | 736                         |                          |
| Welling                      | Cardston County                                | &&&&&&&&&&&&&&-1.1000000    |                          |
| Welling Station              | Cardston County                                | &&&&&&&&&&&&&&-1.1000000    |                          |
| Westerose                    | Wetaskiwin No. 10, County of                   | &&&&&&&&&&&&&&-1.1000000    |                          |
| Whitelaw                     | Fairview No. 136, M.D. of                      | 134                         |                          |
| Whitford                     | Lamont County                                  | &&&&&&&&&&&&&&-1.1000000    |                          |
| Widewater                    | Lesser Slave River No. 124, M.D. of            | 351                         |                          |
| Wildwood                     | Yellowhead County                              | 294                         |                          |
| Wimborne                     | Kneehill County                                | 31                          |                          |
| Winfield                     | Wetaskiwin No. 10, County of                   | 224                         |                          |
| Withrow                      | Clearwater County                              | &&&&&&&&&&&&&&-1.1000000    |                          |
| Woking                       | Saddle Hills County                            | 106                         |                          |
| Woodhouse                    | Willow Creek No. 26, M.D. of                   | &&&&&&&&&&&&&&-1.1000000    |                          |
| Woolford                     | Cardston County                                | &&&&&&&&&&&&&&-1.1000000    |                          |
| Worsley                      | Clear Hills County                             | &&&&&&&&&&&&&&-1.1000000    |                          |
| Wostok                       | Lamont County                                  | &&&&&&&&&&&&&&-1.1000000    |                          |
| Wrentham                     | Warner No. 5, County of                        | &&&&&&&&&&&&&&-1.1000000    |                          |
| Zama City                    | Mackenzie County                               | 93                          |                          |